# Kompetenz-Centrum Qualitätssicherung und Qualitätsmanagement
Das Kompetenz-Centrum Qualitätssicherung und Qualitätsmanagement (KCQ) berät die Medizinischen Dienste der Krankenkassen (MDK), den GKV-Spitzenverband sowie Krankenkassen und deren Verbände in systembezogenen qualitätsrelevanten Fragestellungen. Das KCQ ist eine Einrichtung des GKV-Spitzenverbandes und der MDK-Gemeinschaft, angesiedelt beim MDK Baden-Württemberg mit den Standorten Stuttgart, Tübingen und Ravensburg. Die Gründung erfolgte im Jahr 1999.

## Aufgabenfelder
Beispiele für Aufgaben:
- Beratung des GKV-Spitzenverbandes in Gremien des Gemeinsamen Bundesausschusses (G-BA) und der Gesetzlichen Krankenversicherung (GKV) auf Landesebene
- Unterstützung der MDK-Gemeinschaft und des Medizinischen Dienstes des Spitzenverbandes Bund der Krankenkassen e.V. (MDS) bei der Begutachtung zur Qualitätssicherung und bei speziellen Fachgutachten
- Beratung der Auftraggeber in der Gremienarbeit
- Erstellung von Grundsatzgutachten zu qualitätsrelevanten Fragen
- Evidenzprüfungen im Rahmen von Innovationsbewertungen
- Wissenschaftliche Bewertung von Versorgungsverfahren der Diagnostik und Therapie
- Konzeptionelle Beratung, Begleitung und Evaluation von Modellprojekten und neuen Versorgungsformen hinsichtlich der Qualitätssicherung
- Bewertung von Leitlinien, sowie der daraus resultierenden Ableitbarkeit von Qualitätsindikatoren
- Erstellung von Konzepten für die Qualitätsbewertung der medizinisch-pflegerischen Versorgung
- Wissenschaftliche Publikationen
- Fachliche Leitung und Moderation von Konferenzen und Workshops

## Kompetenzen
Die ärztlichen Mitarbeiter sind Fachärzte unterschiedlicher Fachdisziplinen mit klinischer Erfahrung (nicht repräsentierte Fachgebiete sind kooperativ in der MDK-Gemeinschaft verfügbar). Sie sollen über eine Zusatzqualifikation im Bereich des Qualitätsmanagements, des Versorgungsmanagements, des öffentlichen Gesundheitswesens und der Sozialmedizin verfügen sowie theoretisches Wissen und umfangreiche praktische Erfahrung in methodischen und inhaltlichen Fragen zu Verfahren der externen und internen Qualitätssicherung im Gesundheitswesen aufweisen. 
Das KCQ führt systematische Literaturrecherchen und Bewertungen von wissenschaftlichen Publikationen durch.